# Toyomerto
Toyomerto is een bestuurslaag in het regentschap Serang van de provincie Banten, Indonesië. Toyomerto telt 3885 inwoners (volkstelling 2010).